# Cristina Marsillach del Río
Cristina Marsillach del Río (Madrid, 30 de setembre de 1963) és una actriu espanyola.

## Biografia
Marsillach va néixer en Madrid, en el si d'una família d'actors, filla d'Adolfo Marsillach i de Teresa del Río, qui va ser Miss Espanya el 1960. La seva germana, Blanca Marsillach, també és actriu.
Va debutar als tretze anys en la sèrie de televisió La señora García se confiesa. Va prosseguir la seva carrera amb aparicions a El poderoso influjo de la luna, Crimen en la familia, El mar y el tiempo i Les últimes tardes amb Teresa. També va aprèixer a programes de televisió com Segunda enseñanza i Las pícaras. El seu reconeixement internacional va arribar amb els seus papers protagonistes en les pel·lícules Sempre ens diem adéu (1986), en la qual va actuar al costat de Tom Hanks, i Opera, del cineasta italià Dario Argento.

## Filmografia

### Cinema i televisió
- 2021 - Simple Like Silver
- 1994 - Schwarz greift ein
- 1992 - Un posto freddo in fondo al cuore
- 1991 - Barocco
- 1991 - L'amour maudit de Leisenbohg
- 1991 - Donne armate
- 1990 - Le gorille
- 1989 - El mar y el tiempo
- 1989 - Marrakech Express
- 1989 - Quattro storie di donne
- 1989 - 'O re
- 1988 - I giorni del commissario Ambrosio
- 1988 - I ragazzi di via Panisperna
- 1988 - Treno di panna
- 1987 - Tenerezza
- 1987 - Opera
- 1986 - Sempre ens diem adéu
- 1986 - Segunda enseñanza
- 1985 - La gabbia
- 1985 - Crimen en familia
- 1984 - Todo va mal
- 1984 - Últimas tardes con Teresa
- 1983 - 1919, crónica del alba
- 1983 - Las pícaras
- 1982 - Estoy en crisis
- 1982 - Adolescencia
- 1981 - El poderoso influjo de la luna
- 1976 - La señora García se confiesa